# Ясная Поляна (Великоновосёлковский район)
Ясная Поляна (укр. Ясна Поляна) — посёлок в Великоновосёлковском районе Донецкой области Украины.
Население по переписи 2001 года составляло 434 человека. Почтовый индекс — 85560. Телефонный код — 6243. Код КОАТУУ — 1421286403.

## Местный совет
85560, Донецька область, Великоновосілківський район, с. Шахтарське, вул. Центральна, 32, 92-1-25  (укр.)